# Situation des Noirs dans le mormonisme
La situation des Noirs dans le mormonisme au sein de l’Église de Jésus-Christ des saints des derniers jours a longtemps fait l’objet de controverses, principalement en raison du refus, jusqu’en 1978, d’ordonner des personnes noires à la prêtrise.

## Historique
Les personnes de couleur noire ont toujours été officiellement bienvenues dans l'Église et Joseph Smith (1805-1844), anti-esclavagiste, a ordonné des hommes noirs à la prêtrise et a lutté contre l'esclavagisme en tant que candidat à la présidence des États-Unis. À cette époque, la croyance communément répandue dans la société américaine était que les Noirs étaient les descendants de Caïn. Pour cette raison, après la mort de Joseph Smith, son successeur, Brigham Young, enseigna que si les Noirs pouvaient être baptisés, ils ne pouvaient pas être ordonnés à la prêtrise ni recevoir les sacrements supérieurs du temple « avant que les autres descendants d’Adam n’aient reçu les promesses et se soient réjouis des bénédictions de la prêtrise ». Cette politique a suscité de nombreuses critiques au cours du XXe siècle, principalement de la part du Mouvement des droits civiques aux États-Unis mais aussi de la part d’intellectuels et d’universitaires (parfois mormons eux-mêmes). Les critiques qualifient également de racisme les déclarations qui justifiaient la discrimination raciale ou l'esclavage.
Spencer W. Kimball, 12e président de l'Église, mit officiellement un terme à toute discrimination en publiant le 8 juin 1978 une déclaration selon laquelle « tous les membres masculins de l'Église qui en sont dignes peuvent être ordonnés à la prêtrise sans considération de race ou de couleur ».
La position de l’Église de Jésus-Christ des saints des derniers jours est que les malédictions divines à l'encontre de certains peuples sont temporaires et n'altèrent pas l’égalité des hommes entre eux. Certaines déclarations sont avancées par l'Église pour affirmer qu'elle a condamné dès ses débuts l'attitude raciste de l'homme envers son prochain.
D’après les statistiques de l'Église de Jésus-Christ des saints des derniers jours, environ 500 000 Noirs en seraient membres (1997).

## Textes sacrés

### Livre de Mormon

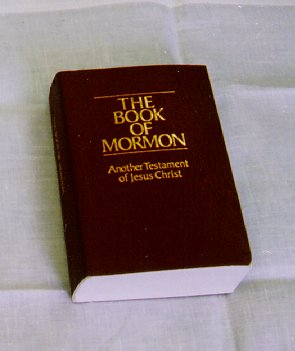
Livre de Mormon

#### Origine de la couleur sombre
Dans le Livre de Mormon, le récit du prophète Néphi (présenté comme ayant vécu au VIe siècle av. J.-C.), accrédite l’idée que la couleur sombre de la peau serait une forme de malédiction divine :
« Et il avait fait tomber la malédiction sur eux, oui, une grande malédiction, à cause de leur iniquité. Car voici, ils s'étaient endurci le cœur contre lui, de sorte qu'il était devenu semblable à un caillou; c'est pourquoi, comme ils étaient blancs et extrêmement beaux et agréables, afin qu'ils ne fussent pas séduisants pour mon peuple, le Seigneur Dieu fit venir sur eux une peau sombre. Et ainsi dit le Seigneur Dieu : Je les rendrai repoussants pour ton peuple, à moins qu'ils ne se repentent de leurs iniquités. »
— 2 Néphi 5:21-22 (gras ajouté)
Dans la version originale anglaise du Livre de Mormon, le terme employé est noirceur : « the Lord God did cause a skin of blackness to come upon them ». Le Livre de Mormon comporte également d'autres passages associant la peau sombre au mal ou au péché. Ces passages sont généralement considérés comme racistes par les critiques.

#### Attitude chrétienne
Cette vision de l’origine de la peau noire n’impliquait cependant pas la nécessité d’une ségrégation raciale. Au contraire, le Livre de Mormon condamne le racisme :
« Voici, les Lamanites, vos frères, que vous haïssez à cause de leur souillure et de la malédiction qui est tombée sur leur peau, sont plus justes que vous (…) Ô mes frères, je crains que, si vous ne vous repentez pas de vos péchés, leur peau ne soit plus blanche que la vôtre lorsque vous serez amenés avec eux devant le trône de Dieu. C'est pourquoi, je vous donne le commandement, qui est la parole de Dieu, de ne plus les insulter à cause de la couleur sombre de leur peau; et vous ne les insulterez plus non plus à cause de leur souillure, mais vous vous souviendrez de votre propre souillure, et vous vous souviendrez que leur souillure vient de leurs pères. »
— Jacob 3:5,8-9
Le Livre de Mormon enseigne aussi l'égalité des races et des hommes :
« Car aucune de ces iniquités ne vient du Seigneur : car il fait ce qui est bon parmi les enfants des hommes, et il ne fait rien qui ne soit clair pour les enfants des hommes, et il les invite tous à venir à lui et à prendre part à sa bonté, et il ne repousse aucun de ceux qui viennent à lui, Noirs et Blancs, esclaves et libres, hommes et femmes ; et il se souvient des païens ; et tous sont pareils pour Dieu, tant le Juif que le Gentil… Un être est aussi précieux à ses yeux que l'autre. Et toute chair vient de la poussière ; et c'est dans un but identique qu'il les a créés, pour qu'ils gardent ses commandements et le glorifient à jamais. »
— 2 Néphi 26:33 ; Jacob 2:21
Les mormons considèrent que ces passages montrent que le Livre de Mormon n'incite pas au racisme malgré le contexte de malédiction liée à la peau sombre.

### Perle de Grand Prix

#### La peau noire comme malédiction divine
Dans la Perle de Grand Prix, la peau noire est identifiée comme une malédiction en ce qui concerne le peuple de Canaan, puni de cette manière pour ses péchés :
« Car voici, le Seigneur maudira le pays d'une grande chaleur, et son aridité restera à jamais; et une noirceur envahit tous les enfants de Canaan, de sorte qu'ils furent méprisés parmi tous les peuples. »
— Moïse 7:8
Bien que cet événement eut lieu avant le Déluge, la malédiction de la noirceur de peau fut transmise :
« Or, ce roi d'Égypte était un descendant des reins de Cham, et, de par sa naissance, était du même sang que les Cananéens. C'est de cette lignée que provenaient tous les Égyptiens, et c'est ainsi que le sang des Cananéens fut conservé dans le pays. »
— Abraham 1:21-22
Joseph Smith et d’autres dirigeants mormons partageaient la vision courante à l’époque dans le monde chrétien, selon laquelle les Noirs étaient les descendants de Caïn (la peau noire étant alors la « marque » de Caïn) :
« J’ai débattu dans la soirée avec John C. Bennett et d’autres afin de montrer que les Indiens ont eu plus à souffrir du traitement des blancs que les noirs ou fils de Caïn. »
— History of the Church 4:501

#### Le lignage de Cham interdit de prêtrise
Dans la Perle de Grand Prix, un passage du Livre d'Abraham a été utilisé après la mort de Joseph Smith comme une instruction interdisant aux Noirs l'accès à la prêtrise :
« Or, le premier gouvernement de l'Égypte fut établi par Pharaon, fils aîné d'Égyptus, la fille de Cham, et il le fut à la manière du gouvernement de Cham, qui était patriarcal. Pharaon, homme juste, établit son royaume et jugea son peuple sagement et justement pendant toute sa vie, s'appliquant à imiter cet ordre établi par les pères au cours des premières générations, du temps du premier règne patriarcal, le règne d'Adam, et aussi celui de Noé, son père, qui le bénit des bénédictions de la terre et des bénédictions de la sagesse, mais le maudit relativement à la Prêtrise. Or, Pharaon, étant de ce lignage qui ne lui donnait pas droit à la Prêtrise, bien que les pharaons s'en réclamassent volontiers de Noé par Cham, c'est ainsi que mon père fut égaré par leur idolâtrie. »
— Abraham 1:25-27
Bien que des dirigeants mormons se soient servis de ce texte pour valider leur politique discriminatoire, il est sujet à interprétation, d'autant plus que Joseph Smith a lui-même ordonné des Noirs à la prêtrise. Un autre passage de la Perle de Grand Prix a également été utilisé pour justifier cette politique :
« Car voici, le Seigneur maudira le pays d'une grande chaleur, et son aridité restera à jamais; et une noirceur envahit tous les enfants de Canaan, de sorte qu'ils furent méprisés parmi tous les peuples. Et il arriva qu'Enoch continua à appeler tous les peuples à se repentir, à l'exception du peuple de Canaan. »
— Moïse 7:8,12
D'après certains dirigeants mormons, ce passage démontrait que Dieu soutenait la discrimination raciale puisque le prophète Énoch n'appelait pas le peuple noir à se repentir. Le passage reste néanmoins sujet à caution.
Ces quelques citations utilisées pour justifier la politique discriminatoire de l'Église attiseront par la suite la critique de la Perle de Grand Prix. Pour l'auteur Fawn Brodie, ce livre est « la plus malheureuse des choses que Joseph écrivit jamais » pour l'Église qui allait lui survivre et « sa doctrine raciale maintiendra la discrimination qui est la plus horrible thèse existante dans la théologie mormone ».

## Débuts du mormonisme (1830-1844)

### L'Évangile prêché à tous les peuples
De 1830 à 1833, l’Église de Jésus-Christ des saints des derniers jours n'a aucune politique particulière concernant la question raciale. Dans ses premières années d'existence dans les États de New York et d'Ohio, l'Église se mit à prêcher l'Évangile « à toute nation, à toute tribu, à toute langue et à tout peuple » sans exception. Un Noir, « Black Pete », fut d'ailleurs parmi les premiers convertis en Ohio. W. W. Phelps ouvrit une mission au Missouri en juillet 1831 et prêcha à « toutes les familles de la terre », mentionnant spécifiquement les Noirs parmi l'assistance de son premier prêche. L'année suivante, un autre Noir, Elijah Abel, fut baptisé dans le Maryland.

### Missouri, État esclavagiste
Lorsque les membres de l’Église de Jésus-Christ des saints des derniers jours commencèrent à migrer au Missouri (1833), ils durent s’accommoder de la politique pro-esclavagiste de cet État. De manière générale, Joseph Smith recommandait de respecter les lois en la matière pour éviter des troubles mais en condamnait le principe[réf. nécessaire][évasif] :
« Nous ne croyons pas qu'il soit correct de s'ingérer dans la question des esclaves, d'évangéliser ou de baptiser ceux-ci contre la volonté de leurs maîtres, ou de se mêler d'eux ou de les influencer si peu que ce soit pour les amener à être mécontents de leur situation dans cette vie, mettant ainsi des vies en danger. Nous croyons que de telles ingérences sont illégales et injustes, et dangereuses pour la paix de tout gouvernement qui permet que des êtres humains soient tenus en esclavage. »
— Joseph Smith en 1835, Doctrine & Alliances 134:12
Pour Fawn Brodie, dans le climat hostile vis-à-vis du mormonisme au Missouri, Joseph Smith préférait rester prudent par pragmatisme et ne pas embrasser une cause impopulaire au Sud comme au Nord à cette époque. D'autres dirigeants de l'Église n'hésitèrent pas à condamner plus fermement l'esclavage et appelèrent même à l'affranchissement des esclaves. L'opinion des mormons à ce sujet sera une des causes de l'hostilité croissante de la population locale à leur égard.

### Joseph Smith, militant abolitionniste

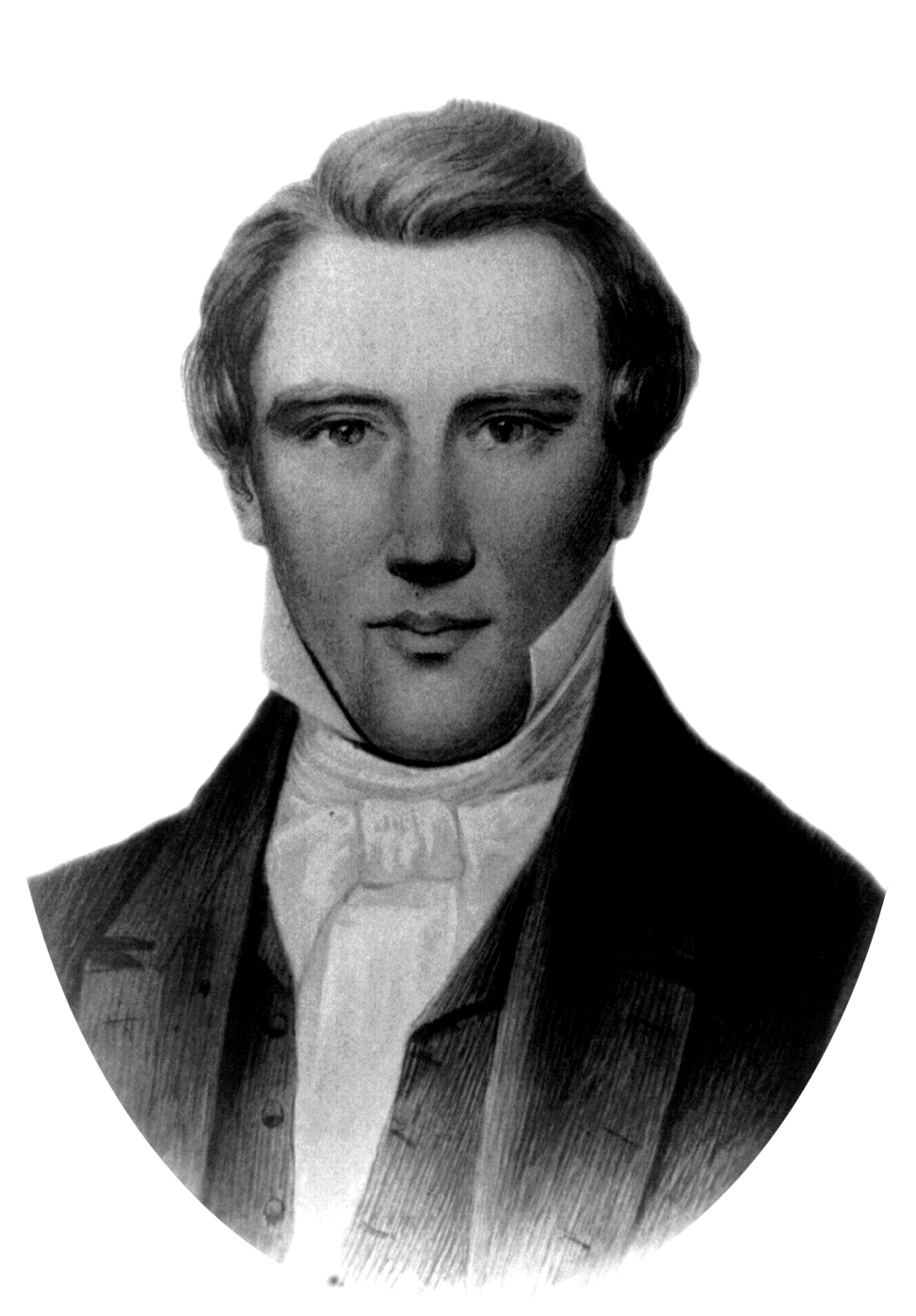
Joseph Smith

Ayant quitté le Missouri pour l’Illinois, les mormons ne sont plus tenus de composer avec un environnement esclavagiste. En mars 1842, Joseph Smith, après avoir étudié des écrits abolitionnistes, devint de plus en plus hostile à l'esclavage :
« Cela fait bouillir mon sang que de penser à l'injustice, la cruauté et l'oppression exercées par les dirigeants de ce peuple. Quand donc ces choses cesseront et que la Constitution et les lois prévaudront enfin ? »
— History of the Church, 4:544
Il adopta alors une position résolument abolitionniste et condamna même la ségrégation raciale :
« Frère Hyde demanda: « Quelle est la situation du Noir ? » Je répondis qu’ils venaient au monde mentalement et physiquement esclaves. Remplacez leur situation par celle des blancs et ils seraient comme eux. Ils ont une âme et sont susceptibles d’être sauvés. Allez à Cincinnati et trouvez un Noir instruit, qui roule dans sa voiture, il s’est élevé par le pouvoir de son esprit à son état élevé de respectabilité. Les esclaves à Washington sont plus raffinés que les présidents, les garçons [noirs] surpassent beaucoup de ceux qu’ils brossent et servent. »
— Enseignements du Prophète Joseph Smith, Section 5, Situation du Noir
Orson Hyde ne fut guère impressionné et affirma que les abolitionnistes étaient en train de « vider la malédiction de Dieu de sa substance ». L'opposition de Joseph Smith à la discrimination raciale prit peu à peu une tournure plus politique :
« La déclaration d'indépendance « tient ces vérités comme allant de soi que tous les hommes sont créés égaux, qu'ils sont dotés par leur Créateur de certains droits inaliénables; que parmi ceux-ci il y a la vie, la liberté et la recherche du bonheur », mais en même temps quelque trois millions de personnes sont détenues comme esclaves pour la vie, parce que l'esprit qui est en eux est recouvert d'une peau plus sombre que la nôtre… La Constitution des États-Unis d'Amérique voulait dire exactement ce qu'elle disait, sans mention de couleur ni de condition, à l'infini ! »
— Messages of the First Presidency 1:191-192
Il appela à l'abolition de l'esclavage :
« J'ai conseillé (aux détenteurs d’esclaves) d’emmener leurs esclaves dans un pays libre et de les libérer, de les éduquer et de leur donner l'égalité des droits. »
— Compilation on the Negro in Mormonism, p. 40, 1842
« Brisez les entraves du pauvre noir et engagez-le pour qu'il travaille comme d'autres êtres humains. »
— History of the Church, 5:209, 1844
En 1844, lorsqu’il posa sa candidature à l’élection présidentielle, Joseph Smith se proposa de mettre fin graduellement à l’esclavage en faisant racheter les esclaves à leurs propriétaires par le gouvernement fédéral, le tout financé par la vente de terrains publics.

### Ordinations de Noirs à la prêtrise
Au début du mormonisme, plusieurs Noirs adhérèrent au mouvement et certains purent même obtenir la prêtrise, tels que :
- Elijah Abel (1810-1884), ordonné par Joseph Smith à l'office d'Ancien le 3 mars 1836, puis à l'office de Soixante-dix le 20 décembre de la même année[19],[20],[21].
- Walker Lewis (1800-1856), ordonné par William Smith (apôtre et frère de Joseph Smith) à l'office d'Ancien en 1844. Walker Lewis était un des fondateurs du groupement noir abolitionniste Massachusetts General Colored Association (1826)[22].

Il en résulta quelques difficultés pratiques lorsque l'Église modifia sa politique en la matière. Ainsi, Elijah Abel fut autorisé à conserver sa prêtrise mais l'accès aux sacrements supérieurs du temple (c'est-à-dire la dotation et le scellement) lui fut refusé.

## La prêtrise refusée aux personnes noires (1844-1978)

### Brigham Young

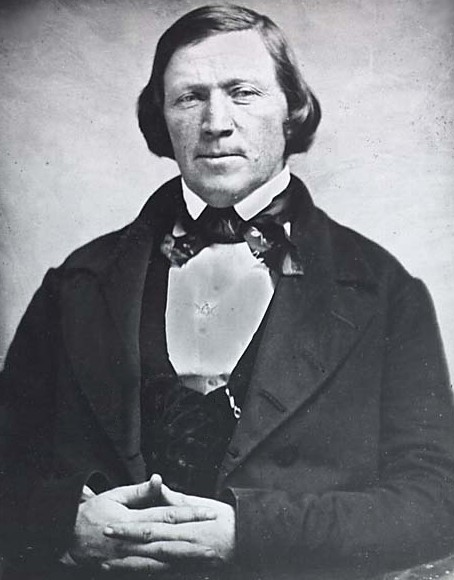
Brigham Young

#### Refus d'ordination de Noirs
Sous l'autorité de Brigham Young, qui succéda à Joseph Smith, les dirigeants de l’Église de Jésus-Christ des saints des derniers jours décidèrent de refuser l’ordination à la prêtrise des personnes noires. Brigham Young identifiait clairement la peau noire à la malédiction de Caïn :
« Voyez-vous, certaines classes de la famille humaine qui sont noires, grossières, repoussantes, désagréables et de basses habitudes, sauvages et apparemment privées de la quasi-totalité des bienfaits de l'intelligence conférée à l'humanité. Le premier homme qui commit l'odieux crime de tuer l'un de ses frères sera maudit plus longtemps qu'aucun autre enfant d'Adam. Caïn a sacrifié son frère. Caïn aurait dû être tué et cela aurait mis fin à cette lignée d’êtres humains. Cela ne pouvait arriver et le Seigneur a placé une marque sur lui, un nez épaté et une peau noire. »
— Brigham Young, Journal of Discourses, vol.7, pages 290-291
L'interprétation de Young était très personnelle dans la mesure où la Bible n'explique pas la nature de la marque destinant à protéger Caïn d'une attaque, — Caïn étant devenu vagabond par punition :
« 
8. Cependant, Caïn adressa la parole à son frère Abel ; mais, comme ils étaient dans les champs, Caïn se jeta sur son frère Abel, et le tua.
9. L’Éternel dit à Caïn : Où est ton frère Abel ? Il répondit : Je ne sais pas ; suis-je le gardien de mon frère ?
10. Et Dieu dit : Qu’as-tu fait ? La voix du sang de ton frère crie de la terre jusqu’à moi.
11. Maintenant, tu seras maudit de la terre qui a ouvert sa bouche pour recevoir de ta main le sang de ton frère.
12. Quand tu cultiveras le sol, il ne te donnera plus sa richesse. Tu seras errant et vagabond sur la terre.
13. Caïn dit à l’Éternel : Mon châtiment est trop grand pour être supporté.
14. Voici, tu me chasses aujourd’hui de cette terre ; je serai caché loin de ta face, je serai errant et vagabond sur la terre, et quiconque me trouvera me tuera.
15. L’Éternel lui dit : Si quelqu’un tuait Caïn, Caïn serait vengé sept fois. Et l’Éternel mit un signe sur Caïn pour que quiconque le trouverait ne le tuât point.
 »
— la Bible, traduction de Louis Segond, Genèse, livre 4
Le terme traduit par marque est 'owth, qui peut renvoyer à un signe, un présage, un avertissement ou un souvenir. L'interprétation de Young semble donc très originale, mais elle est justifiée par le rapprochement — commun à cette époque — de la malédiction de Caïn, qui est banni, avec la malédiction supposée du peuple noir.
En raison de cette malédiction, Brigham Young considérait que les Noirs ne pouvaient pas accéder à la prêtrise :
« Cette malédiction restera sur eux et ils n’auront jamais la prêtrise avant que les autres descendants d’Adam n’aient reçu les promesses et se soient réjouis des bénédictions de la prêtrise. »
— Brigham Young, Journal of Discourses, vol. 7, pages 290 -291
« Lorsque tous les autres enfants d’Adam auront eu le privilège de recevoir la prêtrise, d’entrer dans le Royaume de Dieu, d’être rachetés des quatre coins de la terre et d’avoir reçu la résurrection des morts, alors il sera temps d’enlever la malédiction de sa postérité… »
— Brigham Young, Journal of Discourses, vol. 2, page 143 et l’Etoile de mars 1934, page 92

#### Justification de l'esclavage
Brigham Young considérait l'esclavage auquel étaient soumis les Noirs comme résultant de la volonté divine. Il déclara :
« La postérité de Cham qui par lui est la postérité de Caïn, selon la malédiction encourue par lui, sera l’esclave de ses frères, elle sera l’esclave des esclaves de ses semblables jusqu’à ce que Dieu enlève la malédiction et nul pouvoir ne pourra l’empêcher. »
— Brigham Young, Journal of Discourses, vol. 12, page 184
Ce faisant, Brigham Young se référait à nouveau à la Genèse qui déclare :
« 
25. Et il dit : Maudit soit Canaan ! qu'il soit l'esclave des esclaves de ses frères !
26. Il dit encore : Béni soit l'Éternel, Dieu de Sem, et que Canaan soit leur esclave !
27. Que Dieu étende les possessions de Japhet, qu'il habite dans les tentes de Sem, et que Canaan soit leur esclave !
 »
— la Bible, traduction de Louis Segond, Genèse, chapitre 9
Brigham Young affirmait que l'esclavage ne pouvait être aboli avant la fin de la malédiction sur Cham et légalisa l'esclavage sur le Territoire de l'Utah :
« 
Horace Greeley : Quelle est la position de votre église concernant l'esclavage ?
Brigham Young : Nous le considérons comme une institution divine, qui ne peut être abolie jusqu'à ce que la malédiction prononcée sur Cham soit ôtée de sa postérité.
Horace Greeley : Y a-t-il actuellement des esclaves sur ce territoire ?
Brigham Young : Il y en a.
Horace Greeley : Est-ce que vos lois territoriales approuvent l'esclavage ?
Brigham Young : Ces lois sont imprimées, vous pouvez les lire vous-même. Si des esclaves sont amenés ici par ceux qui les possèdent, nous ne sommes pas en faveur du fait qu'ils échappent au service de leurs propriétaires.
 »
— Interview de Brigham Young par Horace Greeley pour le New York Tribune en 1859

#### Interdiction du métissage
Brigham Young s'opposait également à tout métissage en termes très sévères. Il déclara :
« Dois-je vous dire la loi de Dieu concernant la race africaine ? Si l’homme blanc qui appartient à la race élue mélange son sang avec la postérité de Caïn, la punition selon la loi de Dieu sera la mort sur le champ. Il en sera toujours ainsi. »
— Brigham Young, Journal of Discourses, vol. 10, page 110
D'après les apologistes mormons, Brigham Young cite la Bible, y compris lorsqu'il emploie l’expression « race élue » empruntée à l’apôtre Pierre (1 Pierre 2:9). Il fait en particulier référence à l'Ancien Testament qui déclare à propos des peuples étrangers, dont les Cananéens (voir Deutéronome 7:1) :
« 
3. Tu ne contracteras point de mariage avec ces peuples, tu ne donneras point tes filles à leurs fils, et tu ne prendras point leurs filles pour tes fils ;
4. car ils détournaient de moi tes fils, qui serviraient d'autres dieux, et la colère de l'Éternel s'enflammerait contre vous : il te détruirait promptement.
 »
— la Bible, traduction de Louis Segond, Deutéronome, chapitre 7 ; voir également Genèse 24:3,37 ; 28:1-2, 6-9
Bien que Brigham Young comme l’Ancien Testament parlent du châtiment réservé à la personne qui fait partie du peuple élu, pas à l’autre, la question de savoir si les propos de Brigham Young ont pu conduire à la mort de noirs en Utah fait encore de nos jours l'objet de polémiques entre historiens. Selon l'un d'entre eux, cette doctrine pourrait expliquer l'assassinat d'un Noir en Utah en 1866. La condamnation du métissage sera reprise par d'autres dirigeants mormons au vingtième siècle, mais sera abandonnée après la levée des dernières mesures discriminatoires aux États-Unis, en 1964 (la loi sur les droits civiques des Noirs, qui mettra fin aux dernières mesures discriminatoires aux États-Unis, sera signée en 1964 par le président Lyndon B. Johnson),.

#### Manière de traiter les Noirs
À propos de la manière de traiter les Noirs, Brigham Young déclara :
« Les Noirs doivent être traités comme des êtres humains et pas d'une manière pire que les animaux. Pour les mauvais traitements infligés à cette race, les Blancs seront maudits, à moins qu'il ne se repentent. »
— Brigham Young, Journal of Discourses, 1860, vol. 10, p. 111
« Les hommes seront appelés en jugement pour la façon dont ils ont traité les Noirs. »
— Brigham Young, Journal of Discourses, 1863, vol. 10, p. 250
Pour les mormons, ces déclarations montrent que Brigham Young faisait une distinction entre les décrets divins et la manière dont les hommes doivent se traiter entre eux. Pour les critiques, les déclarations soutenant l'infériorité des Noirs, l'esclavage et la ségrégation raciale avaient un impact négatif sur la manière dont les hommes se traitaient entre eux.

### Successeurs immédiats
Pour le successeur de Brigham Young, John Taylor (prés. 1880-1887), les Noirs étaient présents sur terre afin que le diable ait une représentation :
« Et après le déluge, nous apprenons que la malédiction prononcée sur Caïn a continué au travers de la femme de Cham, puisqu'il a épousé une femme de ce lignage. Et pourquoi a-t-elle traversé le déluge ? Parce qu'il était nécessaire que le diable ait une représentation sur la terre tout comme Dieu. »
— John Tayor, Journal of Discourses 22:304, 28 août 1881
Le 4e président de l'Église, Wilford Woodruff (prés. 1889-1898), confirma également l'impossibilité pour les noirs (et même les métis) de détenir la prêtrise :
« Tout homme ayant une goutte de sang de Caïn en lui ne peut pas recevoir la prêtrise. »
— Matthias F. Cowley, Wilford Woodruff - His Life and Labors, p. 351
Le 5e président de l'Église, Lorenzo Snow (prés. 1898-1901), aurait cependant déclaré le 18 août 1900 ne pas savoir si les explications justifiant cette pratique étaient des opinions personnelles ou venaient d'une révélation.

### Brigham H. Roberts et la théorie des «moins vaillants»
En 1884, Brigham H. Roberts (1857-1933), membre des soixante-dix, écrivit dans le journal Contributor, à propos de la « race noire » :
« Je crois que cette race est celle à laquelle furent consignés les esprits qui ne furent pas vaillants dans la grande révolte des cieux ; qui, par leur indifférence ou leur manque d'intégrité vis-à-vis de la justice, se rendirent indignes de la prêtrise et de ses pouvoirs et par conséquent elle leur est refusée jusqu'à ce jour »
— Contributor 6:297 ; cité par Joseph Fielding Smith dans Le chemin de la perfection, 1931, chapitre 16, p. 98-99 de l’édition française
Cette déclaration de B. H. Roberts perpétuait une théorie de Orson Pratt (1811-1881), un des premiers apôtres de l’Église, qui supposait que les Noirs auraient été moins vaillants dans la vie prémortelle. Elle sera reprise par d’autres dirigeants mormons.
L'Église actuelle affirme que cette théorie relevait de l'opinion personnelle de certains de ses dirigeants mais qu'elle n’a jamais eu valeur de doctrine et que cette opinion était en contradiction avec les déclarations des premiers présidents de l'Église, Joseph Smith et Brigham Young : Le 25 décembre 1869, lors d'une réunion tenue à Salt Lake City, Brigham Young, répondant à une question que lui avait posée Lorenzo D. Young, dit que Joseph Smith avait déclaré que les Noirs ne furent pas neutres (ou moins vaillants) dans le ciel, car tous les esprits embrassèrent une cause. Brigham Young ajouta que les esprits qui prennent un corps sont purs, c’est-à-dire innocents, ce que confirme le canon mormon (voir Doctrine et Alliances 93:38).

### Tentatives d'évolution sous David O. McKay

#### Timides avancées
Si la position de Brigham Young était en phase avec la société américaine du XIXe siècle, la politique discriminatoire de l’Église de Jésus-Christ des saints des derniers jours fut par contre ressentie de plus en plus négativement au cours du XXe siècle, parallèlement à la remise en cause de la ségrégation dans la société.
Sous la présidence de David O. McKay (prés. 1951-1970), les critiques envers l'Église prirent une ampleur nationale à la faveur du Mouvement des droits civiques aux États-Unis. En 1954, David O. McKay affirma :
« Il n'y a pas à présent et il n'y a jamais eu une doctrine dans cette Église indiquant que les Noirs seraient sous une malédiction divine. Il n'y a pas dans l'Église de doctrine de quelque nature concernant les Noirs. Nous croyons avoir une raison scripturaire pour refuser la prêtrise aux Noirs. C'est une pratique, pas une doctrine, et la pratique changera un jour. Et voilà tout. »
— Greg Prince and William Robert Wright, David O. McKay and the Rise of Modern Mormonism
Son opinion sur l'égalité des âmes avait été publiquement exprimée en 1951 lorsqu'il avait déclaré, à propos d'un savant afro-américain célèbre : 
« George Washington Carver fut une des âmes les plus nobles qui soient jamais venues sur la terre. Il a conservé des liens étroits avec son Père céleste et a rendu à ses semblables des services comme peu en ont jamais rendus. Pour toutes les entreprises religieuses, pour toutes les impulsions nobles, pour toutes les bonnes actions accomplies dans sa vie utile, George Washington Carver sera récompensé comme le sera tout autre homme, qu'il soit rouge, blanc, noir ou jaune, car Dieu ne fait pas acception de personnes. »
— Home Memories of David O. McKay, p. 231
David O. McKay ne prit cependant jamais la décision de mettre fin à la pratique de l'Église vis-à-vis des Noirs. Il accorda toutefois des dérogations individuelles pour permettre à des personnes ayant une fraction de sang noir d'être ordonnées à la prêtrise ou d'accéder au temple. Il fut encouragé en ce sens par divers intellectuels mormons progressistes comme Lowell L. Bennion. De plus, David O. McKay expliqua pourquoi depuis le début de l'histoire de l'Église les habitants des îles du Pacifique reçoivent la prêtrise sans considération de couleur de peau : selon lui, les Polynésiens ne sont pas issus du lignage africain mais sont descendants des Lamanites
Malgré les dérogations accordées par David O. McKay, les mormons furent perçus comme racistes par plusieurs intellectuels américains dans les années 1960,. Le 12 novembre 1969, la Stanford University refusa d'affronter la Brigham Young University lors d'une rencontre sportive afin de protester contre la politique de discrimination de l'Église. Des voix commencèrent à s'élever également au sein de celle-ci afin de mettre un terme à cette politique. Hugh B. Brown, premier conseiller de David O. McKay, exprima ainsi son opinion :
« Personnellement, je doute que nous puissions nous maintenir dans cette position que nous avons apparemment adoptée mais qui ne repose sur aucune justification scripturaire pour autant que je le sache. Je pense que nous allons devoir changer notre décision à ce sujet. Le Président dit que cela ne peut venir que par révélation. Si c'est ainsi, alors cela viendra. Je pense que c'est un des problèmes les plus graves auxquels nous sommes confrontés parce que cela affecte bien entendu des millions de personnes de couleur. »
— Hugh B. Brown, New York Times, 13 novembre 1969, p. 35

#### Œuvre missionnaire au Nigéria
De 1961 à 1965, des groupes mormons s’organisèrent au Nigéria, avec quelques difficultés puisque les membres noirs ne pouvaient détenir la prêtrise. Les dirigeants de l'Église hésitèrent donc à y lancer un programme missionnaire. Un tel programme s’y développa pourtant, sous l’impulsion du missionnaire LaMar Stevenson Williams avec le soutien de Hugh B. Brown, premier conseiller de David O. McKay. Celui-ci affirma que des milliers de personnes attendaient sa venue. Deux bibliothèques mormones furent constituées. David O. McKay souhaita envoyer d'autres missionnaires mais le gouvernement nigérien refusa de délivrer les visas nécessaires. D’autres dirigeants de l’Église étaient cependant très réticents à l’idée d’évangéliser l’Afrique noire et le programme missionnaire fut finalement abandonné en 1965 à l’initiative de Joseph Fielding Smith. Il ne put reprendre qu’en 1978.

#### Échec d'une tentative d'abroger la discrimination
Fin 1969, l'incapacité de David O. McKay, très malade, laissa la direction de l'Église aux mains de ses deux conseillers et du Collège des douze apôtres. Selon son biographe ainsi que d'autres sources,, Hugh B. Brown en profita pour pousser, avec l'aide du second conseiller N. Eldon Tanner, le Collège des douze apôtres à adopter une résolution mettant fin à cette discrimination lors d'une réunion confidentielle. L'apôtre Harold B. Lee, absent à cette réunion, réussit cependant à son retour à convaincre le Collège de revenir sur sa décision. Harold B. Lee n'était pas seulement opposé à l'ordination des Noirs mais avait également « la croyance telle que révélée dans l'Ancien Testament que les races devaient rester chacune de leur côté ». Il contraignit également Hugh B. Brown à signer une déclaration réaffirmant la discrimination contre les Noirs. En succédant à David O. McKay l'année suivante, Joseph Fielding Smith prit Harold B. Lee comme premier conseiller, ce qui mit fin à toute velléité d'évolution. Il refusa d'ailleurs de reprendre Hugh B. Brown comme conseiller, rompant avec la tradition en place.

### Explication théologique par Joseph Fielding Smith
En 1931, Joseph Fielding Smith, qui deviendra 40 ans plus tard le 10e président de l’Église (prés. 1970-1972), tenta de justifier la politique de l’Église en ces termes, reprenant la théorie des « moins vaillants » (articulée précédemment par Orson Pratt et Brigham H. Roberts) :
« Il y a une raison pour laquelle tel homme naît noir avec d’autres désavantages tandis qu’un autre naît blanc avec de grands avantages. La raison est que nous avons eu autrefois un état avant de venir ici et y avons été plus ou moins obéissants aux lois qui nous ont été données là-bas. Ceux qui ont été fidèles en tout là-bas ont reçu de plus grandes bénédictions ici, et ceux qui n’étaient pas fidèles ont reçu moins. »
— Joseph Fielding Smith, Genealogical and Historical Magazine, 1931-32, vol. 17, p. 154 ; voir Doctrine du salut, 1954, vol. 1, pages 65-66 de l’édition française
Il soutenait également que la politique discriminatoire était justifiée par les enseignements de Joseph Smith (ce qui est sujet à caution,) :
« On a posé cette question : Quelle preuve avons-nous que le Noir d’aujourd’hui est le descendant de Caïn, et comment se fait-il qu’il ne peut avoir la prêtrise ? Il n’y a pas de donnée précise à ce sujet dans la Bible, et l’histoire profane n’est pas capable de la résoudre. C’est de la Perle de Grand Prix et des enseignements de Joseph Smith… que nous obtenons des instructions à ce sujet. »
— Joseph Fielding Smith, Le chemin de la perfection, 1931, page 97
Toutefois, Joseph Fielding Smith considérait possible que la prêtrise pût un jour être accordée aux Noirs, tout en réaffirmant l’infériorité de leur « race » :
« Caïn ne fut pas seulement appelé à souffrir, mais à cause de sa méchanceté il devint le père d’une race inférieure. Une malédiction fut placée sur lui et cette malédiction se poursuivra à travers son lignage… Des millions d’âmes sont venues en ce monde avec la malédiction d’une peau noire… on leur a fait sentir leur infériorité et on les a séparés depuis le commencement du reste de l’humanité… nous espérons également, dans un esprit de sympathie, de miséricorde et de foi, que les bénédictions seront finalement données aux frères noirs, car ils sont nos frères - enfants de Dieu – en dépit de leur peau sombre, symbole des ténèbres éternelles. »
— Joseph Fielding Smith, Le chemin de la perfection, 1931, p. 94-95 de l’édition française
30 ans plus tard, Joseph Fielding Smith affirma l’inverse quant à la prétendue infériorité de la « race » noire :
« Les saints des derniers jours, communément appelés mormons, n’ont aucune animosité à l’égard des Noirs. Ils ne les ont pas non plus décrits comme appartenant à une race inférieure. »
— Joseph Fielding Smith, Deseret News, 14 juin 1962, p. 3
« L'Église mormone ne croit pas et n'enseigne pas que le Noir est un être inférieur. Le Noir est capable, mentalement et physiquement, d'accomplir de grandes choses, aussi grandes ou dans certains cas plus grandes que le potentiel de la race blanche. »
— Joseph Fielding Smith, Magazine Look, 22 octobre 1963, p. 79
Selon les critiques du mormonisme, ce type de déclarations contradictoires se retrouvent également sous la plume d’autres dirigeants mormons de cette époque. Pour les mormons, ces contradictions ne sont qu'apparentes et s’expliquent par la référence à deux concepts distincts du Livre de Mormon : la peau sombre comme malédiction divine d’une part et l’égalité des hommes devant Dieu d’autre part (voir Textes sacrés). Selon eux, Dieu a béni et maudit des nations et des lignages selon leur obéissance ou leur désobéissance à ses lois et selon la façon dont ils suivent ou ignorent ses prophètes, et ces bénédictions et ces malédictions n’ont rien à voir avec un quelconque racisme.

### Les mormons sont-ils racistes?
Plusieurs historiens et sociologues s'interrogent quant au fait de savoir si cette disposition discriminatoire vis-à-vis des noirs quant à l'accès à la prêtrise a pu se traduire par des idées ou des attitudes racistes chez les mormons.

#### Ségrégation raciale en Utah
Les historiens relèvent ainsi plusieurs comportements racistes en Utah dans les années 1940 à 1960, dont certains sont le fait de dirigeants de l'Église. Rappelons cependant que la loi sur les droits civiques des Noirs aux États-Unis, qui permit la levée des dernières mesures discriminatoires, ne sera signée qu'en 1964 par le président Lyndon B. Johnson.

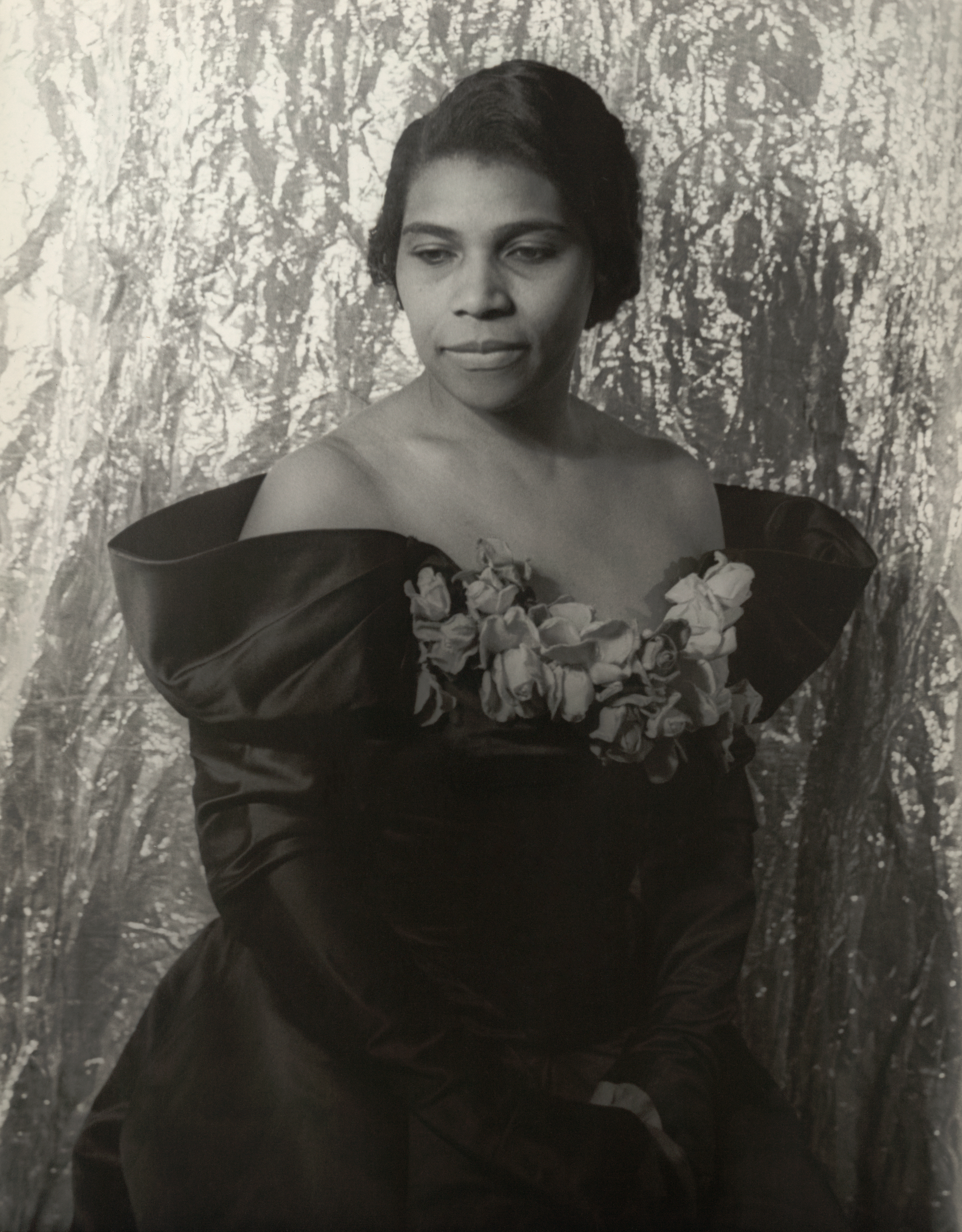
Marian Anderson

- En 1953, un secrétaire de la Première Présidence informa un mormon blanc que « l'hôpital de l'Église à Salt Lake City dispose d'une banque de sang sans le moindre sang de personnes de couleur »[44].
- J. Reuben Clark, premier conseiller du président George Albert Smith, avait d'ailleurs avalisé en 1948 la politique de l'hôpital car elle était un moyen de « protéger la pureté du sang des membres de cette Église »[45].
- À la même époque, la Première Présidence, qui gérait l'Hôtel Utah appartenant à l'Église, affirma à plusieurs reprises que les afro-américains ne pouvaient y loger[46]. J. Reuben Clark justifia de même cette disposition afin de « préserver la pureté de la race qui a été choisie pour détenir la prêtrise »[47].
- En 1948, la Première Présidence autorisa cependant la cantatrice noire Marian Anderson « à y loger sous la condition qu'elle emploie le monte-charge ». Elle ne put non plus accéder à l'entrée principale, ni au lobby de l'hôtel[48].
- Le district scolaire de Salt Lake City interdisait l'accès des postes d'enseignants aux Noirs[49].
- En 1947, 40 % des employeurs en Utah refusaient d'engager des Noirs[50].
- Il fallut attendre 1963 pour que l'Utah abolisse sa législation contre les mariages interraciaux[51].

Il est cependant significatif que le Ku Klux Klan n'ait pas eu de succès en Utah à cause de l'opposition de l'Église mormone. En 1923, lors de sa Klanvocation impériale (congrès du Ku Klux Klan) tenue à Atlanta (Géorgie), le « grand dragon » du Wyoming dit aux officiers assemblés du Klan : 
« Dans la région de l'Utah et un peu partout dans l'Ouest en général, nous avons un autre ennemi, qui est plus subtil et beaucoup plus rusé dans les efforts qu'il fait contre notre organisation… : La religion des saints des derniers jours ! »
— Papers Read at the Meeting of Grand Dragons, Knights of the Ku Klux Klan, 1923, pp. 112-113

#### Opinions des mormons sur la question raciale
| Thème                                                                                          | Mormons | Non-mormons |
| ---------------------------------------------------------------------------------------------- | ------- | ----------- |
| Y a-t-il une personne de couleur habitant dans votre voisinage ?                               | 57,1 %  | 71,8 %      |
| Y a-t-il une personne de couleur habitant dans le même bloc de maisons que vous ?              | 30,4 %  | 47,1 %      |
| Pensez-vous que les blancs aient le droit d'empêcher les noirs d'habiter dans leur voisinage ? | 18,5 %  | 24,6 %      |
| Acceptez-vous que votre enfant amène un ami de couleur à dîner ?                               | 79,7 %  | 74,4 %      |
| Avez-vous déjà invité un ami de couleur à dîner ?                                              | 28,6 %  | 30,0 %      |
| Avez-vous été à un office religieux où se trouvait également une personne de couleur ?         | 41,0 %  | 41,9 %      |
| Êtes-vous en faveur d'une loi interdisant les mariages interraciaux ?                          | 17,9 %  | 23,8 %      |
| Êtes-vous en faveur d'une loi interdisant le refus de vente pour motif racial ?                | 50,0 %  | 50,7 %      |
| Voteriez-vous pour un noir comme président ?                                                   | 88,1 %  | 81,7 %      |
| Pensez-vous que noirs et blancs doivent fréquenter les mêmes écoles ?                          | 93,6 %  | 87,5 %      |
| Consolidation des données du GSS par N. G. Bringhurst et D. T. Smith (extrait)                 |         |             |

Newell G. Bringhurst et Darron T. Smith se sont également penchés sur la question en se basant sur le General Social Survey (GSS) qui a collecté des données de 1972 à 1996 sur la population américaine et ses opinions vis-à-vis des droits civiques des Noirs. En consolidant ces données sur plusieurs années, les auteurs montrent que les mormons diffèrent peu des non-mormons sur ces questions et qu'ils semblent accepter plus facilement l'idée que les Noirs bénéficient de droits civiques égaux (voir tableau ci-contre).
Les mormons semblent fréquenter moins de Noirs que les non-mormons sur la période étudiée, ce que les auteurs expliquent par l'isolement relatif de la communauté. Quant à la plus grande adhésion de leur part au principe d'égalité civile, les auteurs l'attribuent au degré d'éducation des mormons, qui est plus élevé que la moyenne américaine. Les auteurs en concluent que les mormons n'étaient apparemment pas plus racistes que leurs compatriotes américains.
Néanmoins, Darron T. Smith, lui-même Noir et mormon, a récemment protesté contre la survivance du folklore raciste au sein de l'Église :
« Le folklore raciste restera dans l'Église tant que les Autorités générales ne le révoquent pas publiquement depuis le pupitre - dans les conférences de pieu, les conférences de branche et les conférences générales. Nous devons tous poser ces questions, pas juste les Noirs. C'est uniquement lorsque le garçon blanc pose les bonnes questions que les changements progressistes ont lieu au sein de l'Église. Nous n'avons pas besoin de plus de Blancs libéraux, nous avons besoin de plus de Blancs radicaux. »
— Darron T. Smith, Salt Lake Tribune, 2006

### Doctrines liées au changement de couleur de peau
Parallèlement au refus de l'ordination de Noirs à la prêtrise se développe l'idée au sein de l'Église que la couleur de la peau serait un indicateur de la vertu de l'individu, les pécheurs étant frappés par la malédiction de la peau noire et les justes pouvant voir cette malédiction levée. Cette idée est basée sur une interprétation particulière de certains passages du Livre de Mormon et est accréditée par la vision populaire dans le monde chrétien au XIXe siècle de la peau noire comme malédiction divine. Elle sera très populaire au XIXe siècle et continuera à exister au XXe siècle. Avec la fin de la discrimination raciale en 1978, ces théories tomberont en désuétude. Les apologistes mormons actuels considèrent qu'elles étaient dues à de mauvaises interprétations des textes sacrés.

#### Des pécheurs devenant noirs
Les textes sacrés du mormonisme ainsi que l'interprétation chrétienne de la Bible à cette époque indiquent que Dieu a régulièrement frappé des peuples par la malédiction de la peau noire en raison de leurs péchés (Caïn, Canaan, Lamanites…). Selon Brigham Young, cette malédiction pouvait également frapper quiconque apostasiait :
« J'ai le désir de bénir ce peuple et ils sont un peuple béni par Dieu (…) Vous pouvez voir des hommes et femmes de soixante ou soixante-dix ans ayant l'air jeunes et beaux ; mais s'ils apostasient, ils auront des cheveux gris, deviendront ridés et noirs, exactement comme le diable. »
— Brigham Young, Journal of Discourses, 7 octobre 1857, vol. 5, p. 332
En 1874, l'apôtre Orson Pratt prêcha que les mormons s'opposant à la polygamie seraient frappés de la même malédiction :
« Je veux prophétiser au sujet de tous les hommes et femmes qui s'opposent à la révélation donnée par Dieu en relation à la polygamie (…) Sœurs, si vous commencez à dire devant vos maris, ou maris si vous commencez à dire devant vos femmes « Je ne crois pas au principe de polygamie et j'ai l'intention d'élever mes enfants contre ce principe », si vous vous opposez ainsi et enseignez vos enfants à faire de même, et si vous ne devenez pas noirs comme minuit, alors il n'y a pas de vérité dans le mormonisme. »
— Orson Pratt, Journal of Discourses, vol. 17, p. 225
Dans le Juvenile Instructor (ancien magazine mormon), on pouvait même y lire :
« Il est très clair que la marque qui fut placée sur les descendants de Caïn était une peau noire, et il n'y a aucun doute que c'était bien la marque reçue par Caïn lui-même ; en fait, il a été remarqué de nos jours que les hommes ayant perdu l'esprit du Seigneur, et desquels ses bénédictions ont été retirées, sont devenus noirs à un tel degré que ceci excite les commentaires de tous ceux qui les ont connus. »
— Juvenile Instructor, vol. 26, p. 635
À noter cependant qu'aucun support doctrinal n'affirme que les pécheurs deviennent systématiquement noirs. Tous ces passages sont d'ailleurs sujet à interprétation : le fait de devenir noir peut aussi être compris symboliquement.

#### Des justes devenant blancs
Le Livre de Mormon indique qu'une peuplade lamanite (à la peau sombre) a vu sa malédiction levée :
« Et leur malédiction leur fut enlevée et leur peau devint blanche comme celle des Néphites. »
— 3 Néphi 2:15
Le texte affirme également que dans les derniers jours, les Lamanites (Indiens d'Amérique) se repentiront et qu'ils deviendront blancs :
« …et il ne passera pas beaucoup de générations qu'ils ne deviennent un peuple blanc et agréable »
— 2 Néphi 30:6
Spencer W. Kimball, 12e président de l'Église, confirma cette idée en ces termes :
« J'ai observé un contraste frappant entre les progrès du peuple indien aujourd'hui… ils deviennent rapidement un peuple blanc et agréable… depuis des années ils sont devenus agréables et ils deviennent maintenant blancs et agréables comme la promesse leur en a été faite… un frère blanc déclarait, joyeusement que son compagnon et lui donnaient régulièrement du sang à l'hôpital afin d'accélérer le processus. »
— Spencer W. Kimball, Improvement Era, décembre 1960, pages 922-923
Cette vision fut également reprise par d'autres dirigeants mormons comme l'apôtre Bruce R. McConkie.
Leurs déclarations ne furent évidemment pas étayées par les faits. De nos jours, l'idée que des Indiens ou des Noirs justes puissent devenir physiquement blancs a été totalement abandonnée par l'Église. Certains apologistes considèrent cependant que les mariages mixtes sont une manière de réaliser ces prophéties.

## Fin de la discrimination raciale

### Pressions sur l'Église
Avec la fin de la ségrégation raciale aux États-Unis, l’Église de Jésus-Christ des saints des derniers jours se retrouva isolée et dut faire face à des difficultés diverses et de nombreuses pressions à la fois externes et internes. Parmi celles-ci, on peut citer :
- des boycotts de la Brigham Young University par d'autres universités dans le cadre d'épreuves sportives ou de collaboration scientifique[57]
- des opposants exigeant le boycott de l'Utah par les hommes d'affaires et l'industrie du tourisme[58]
- des menaces de procès d'organisations de défense de droits civiques comme la National Association for the Advancement of Colored People (NAACP) ou l'Union américaine pour les libertés civiles (ACLU)[59]
- la menace de perdre son statut fiscal d'exemption de taxes[60]
- des mormons progressistes (universitaires reconnus ou simples membres) se prononçant pour la fin de cette discrimination ou menant des actions contre celle-ci :
  - Sterling M. McMurrin, professeur à l'University of Utah, fut plusieurs fois menacé d'excommunication pour avoir émis de nombreuses critiques contre cette politique[61].
  - Lowell L. Bennion, sociologue et philosophe mormon[62].
  - John W. Fitzgerald, enseignant à la retraite, fut excommunié en décembre 1972[63] après s'être opposé à la politique de l'Église en la matière au travers d'articles pour le Salt Lake Tribune[64].
  - Douglas A. Wallace fut excommunié en 1976 pour avoir ordonné un Noir à la prêtrise lors d'une réunion publique. Il accusa par la suite l'Église de l'avoir fait mettre sous surveillance policière après son excommunication[65].
  - Byron Marchant, chef scout, fut excommunié en 1977[64] pour s'être opposé à la discrimination en vigueur et fut arrêté par la police en avril 1978 pour avoir tenté de distribuer des brochures lors de la Conférence Générale de l'Église[65].

Les apologistes mormons rejettent cependant ces explications. Selon eux, la décision de mettre un terme à cette discrimination a pour source la révélation divine et n'est pas la conséquence de ces pressions.

### La déclaration de 1978
Le 8 juin 1978, un terme est mis à la politique discriminatoire. Sous la présidence de Spencer W. Kimball (12e président de l'Église, de 1973 à 1985), une déclaration de la Première Présidence est lue pendant la conférence générale : 
« Nous avons supplié longuement et avec ferveur en faveur de ces frères fidèles qui sont les nôtres, passant de nombreuses heures dans la salle haute du temple à implorer le Seigneur pour être guidés par lui. Il a entendu nos prières et a confirmé par révélation que le jour promis depuis si longtemps est venu où tous les hommes fidèles et dignes de l'Église pourront recevoir la sainte prêtrise, avec le pouvoir d'exercer son autorité divine et de jouir avec leur famille de toutes les bénédictions qui en découlent, notamment les bénédictions du temple. Par conséquent, tous les membres masculins de l'Église qui en sont dignes peuvent être ordonnés à la prêtrise sans considération de race ou de couleur. »
— Doctrine & Alliances, Déclaration n°2
Les critiques relevèrent que cette déclaration entrait en contradiction avec l'affirmation de Brigham Young :
« Le Seigneur a dit à Caïn qu’il ne recevrait pas les bénédictions de la prêtrise ainsi que sa descendance avant que le dernier de la postérité d’Abel n’ait reçu la prêtrise, pas avant la rédemption de la terre… supposez que nous leur demandions de venir ici et que nous leur disions qu’il est légitime de mélanger notre postérité avec la race de Caïn, qu’ils puissent venir avec nous pour partager toutes les bénédictions que Dieu nous a données. Ce jour-là et à l’heure où nous ferions cela, la prêtrise serait retirée de l’Église et du Royaume de Dieu… l’Église irait à sa destruction… et nous recevrions la malédiction qui a été placée sur la postérité de Caïn. »
— Brigham Young, Brigham Young's adresses, Church Historical Dept., 5 février 1852
Bruce R. McConkie, devenu membre du Collège des douze apôtres, fit alors la déclaration suivante :
« Notre littérature contient des déclarations de nos premiers dirigeants que nous avons interprétées comme signifiant que les Noirs ne recevraient pas la prêtrise dans la mortalité. J'ai dit cela moi-même, et les gens m'écrivent pour me demander : « Vous avez écrit ceci, comment se fait-il qu’il en soit autrement aujourd’hui ? » Tout ce que je puis dire est que le temps est venu pour les incroyants de se repentir et de croire au prophète vivant. Oubliez tout qui a été dit par moi-même, par le président Brigham Young, par le président George Q. Cannon ou par qui que ce soit d’autre, qui est contraire à la révélation actuelle. Nous avons parlé selon notre compréhension limitée, sans la lumière et la connaissance qui sont maintenant parvenues au monde. La vérité nous parvient « ligne sur ligne et précepte sur précepte » (2 Néphi 28:30 ; Ésaïe 28:9-10 ; D&A 98:11-12 ; 128:21). Une mesure supplémentaire de lumière et d'intelligence nous est parvenue sur ce sujet particulier, qui remplace toute l’obscurité, tous les points de vue et toutes les conceptions du passé et les rend caduques.  »
— Sermons and Writings of Bruce R. McConkie, Part II - The mission of the Holy Ghost, Chapter 9, Revelation on the Priesthood, 1989
L'attachement de certains au principe édicté par Brigham Young provoqua quelques défections en faveur de mouvements fondamentalistes. Cependant, la déclaration fut soutenue à main levée à l'unanimité lors de la conférence, la plupart des membres de l'Église accueillirent le changement avec soulagement et il n'y eut pas de véritable conflit au sein de l'Église.

### Politique de l'Église après 1978

#### Condamnation du racisme
Depuis ce changement de position, l’Église de Jésus-Christ des saints des derniers jours s'est prononcée régulièrement contre toute forme de racisme. Selon les apologistes mormons, l’Église a de tout temps prêché l’égalité des hommes entre eux, et ce, quelles que soient les malédictions que Dieu ait pu ponctuellement prononcer à l'encontre de certains peuples.
« Nous rejetons toute tentative de refuser à quelqu'un sa dignité et ses droits inaliénables en vertu de la théorie répugnante et tragique de la supériorité d'une race par rapport à une autre. »
— Déclaration du Collège des douze apôtres, LDS Global Media Guide, 1986
« Je vous rappelle qu’un homme qui fait des remarques désobligeantes sur des gens d’une autre race ne peut pas se considérer comme un vrai disciple du Christ. Il ne peut pas non plus considérer qu’il est en accord avec les enseignements de l'Église du Christ. Reconnaissons que chacun de nous est un fils ou une fille de notre Père céleste qui aime tous ses enfants. »
— Gordon B. Hinckley, Le besoin de plus de gentillesse
Les dirigeants de l'Église, tels Gordon B. Hinckley (15e président de l'Église) lors d'une interview en 1997, ne reconnaissent cependant pas que la discrimination ait pu être une erreur :
« Ransom: L'Église avait-elle donc tort à ce propos ?

Hinckley: Non, je ne pense pas que c'était une erreur. Des choses diverses sont apparues à des périodes différentes. Il y a une raison les expliquant.
Ransom: Et quelle était la raison pour cela ?
Hinckley: Je ne sais pas quelle était la raison. Mais je sais que nous avons rectifié quoi que ce soit qui aurait pu sembler erroné à ce moment. »
— Interview de Gordon B. Hinckley par David Ransom, Australian Television, 9 novembre 1997
En mai 1998, le Los Angeles Times affirma que les dirigeants de l'Église étaient en train d'étudier une proposition visant à désavouer publiquement les anciens enseignements raciaux. Les quartiers généraux de l'Église démentirent aussitôt l'information. Dans une édition suivante, Armand L. Mauss, sociologue mormon, déplora la trop grande attention des médias qui, selon lui, rendait plus difficile la remise en question par l'Église de son passé raciste. Il considérait néanmoins nécessaire une condamnation ferme des anciennes doctrines raciales par les instances dirigeantes de l'Église afin de combattre les dernières traces de racisme chez certains membres et dirigeants locaux.
Pour saluer les efforts de l'Église, Gordon B. Hinckley fut même invité comme orateur à la conférence de 1998 de la National Association for the Advancement of Colored People, organisation qui menaçait l'Église de procès en 1974 en raison de sa politique en la matière.

#### Nouvelle édition du Livre de Mormon
En 1981, l'Église publia une nouvelle édition du Livre de Mormon qui reprenait l'édition de 1840 supervisée par Joseph Smith. On modifia alors le passage disant que les Lamanites (considérés par beaucoup de saints des derniers jours comme étant des Amérindiens) vont « devenir blancs et agréables » après avoir accepté l'Évangile de Jésus-Christ. Dans la nouvelle édition, qui reprenait celle de 1840, c'est le terme « pur » qui est utilisé dans ce passage (et non celui de « blanc »), terme qui qualifie la spiritualité plutôt que la couleur de peau.

#### Noirs membres de l'Église aujourd'hui
Le Collège des douze apôtres n'est encore composé que de blancs et les huit collèges des soixante-dix sont encore constitués d'hommes blancs à une énorme majorité, mais ils s'ouvrent peu à peu aux hommes de toutes couleurs de peau. Quant aux officiers locaux de l'Église, ils sont depuis toujours choisis majoritairement parmi les natifs des pays concernés.
Parmi les Noirs membres de l'Église d'aujourd'hui, on peut citer quelques personnalités célèbres :

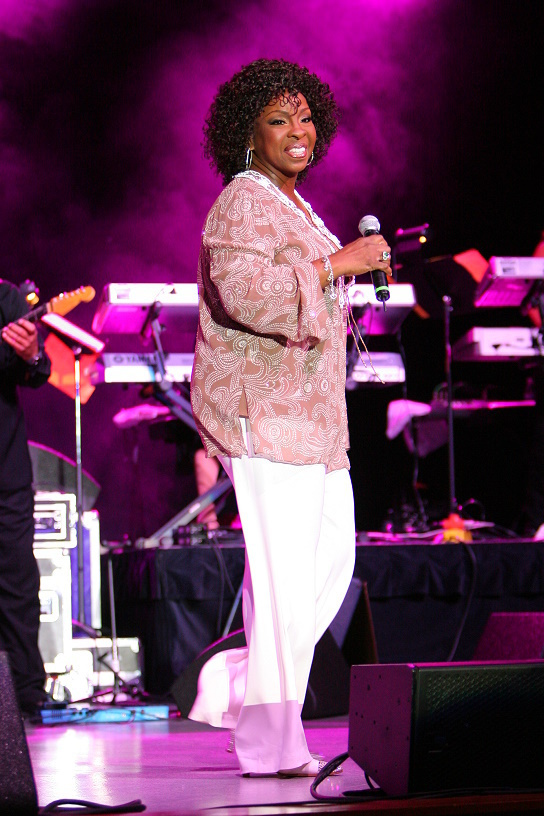
Gladys Knight

- Helvécio Martins (1930-2006) est la première personne noire devenue Autorité générale de l'Église, au sein du deuxième collège des soixante-dix (de 1990 à 1995)[71].
- Joseph W. Sitati, de Nairobi, au Kenya, est la deuxième personne noire à devenir Autorité générale de l'Église et la première à faire partie du premier collège des soixante-dix (appelé en 2009)[72].
- Gladys Knight est une chanteuse américaine de soul et de rhythm and blues. Elle est devenue membre de l'Église en 1997. Elle a créé et dirige encore le chœur Saints Unified Voices[73] qui a sorti un CD One Voice ayant obtenu un Grammy Award. Elle déclara : « Depuis que je me suis jointe à l'Église, je désire être de plus en plus obéissante à Dieu. Comme je le fais, de nombreuses personnes me disent « je vois une lumière en vous plus que jamais auparavant, qu'est-ce que c'est ? »… Durant une représentation à Disney World, [un membre du public demanda] « pouvez-vous nous dire… comment vous avez eu cette lumière ? » La question était directe, j'ai donc fait une réponse aussi directe : « je suis devenue membre de l'Église de Jésus-Christ des saints des derniers jours »… »[74].
- Thurl Bailey fut un joueur professionnel de basketball (NBA) de 1983 à 1999. Il joua dans l'équipe du Jazz de l'Utah et des Timberwolves du Minnesota[75].
- Abe Millis est membre du boys band mormon Jericho Road[76].
- Robert Foster fut le premier noir président du corps étudiant de la Brigham Young University[77].
- Kenneth Andam est un athlète mormon ghanéen, il participa aux Jeux Olympiques de 2000[78].
- Leonard Myles-Mills est un athlète mormon ghanéen, il participa aux Jeux Olympiques de 2000 et 2004[79].

Le 19 octobre 1971 fut créé le Genesis Group comme unité auxiliaire de l'Église avec pour objectif d'accueillir les Noirs convertis au sein du mouvement. Il se réunit chaque premier dimanche du mois et son actuel président est Don Harwell. Interrogé sur la question du racisme au sein de l'Église, il déclara : « Maintenant, l'Église de Jésus-Christ des saints des derniers jours est-elle raciste ? Non, elle ne l'a jamais été. Mais certains des membres à l'intérieur de l'Église ont ces tendances. Vous devez séparer les deux ».

#### Expansion de l'Église en Afrique de l'Ouest

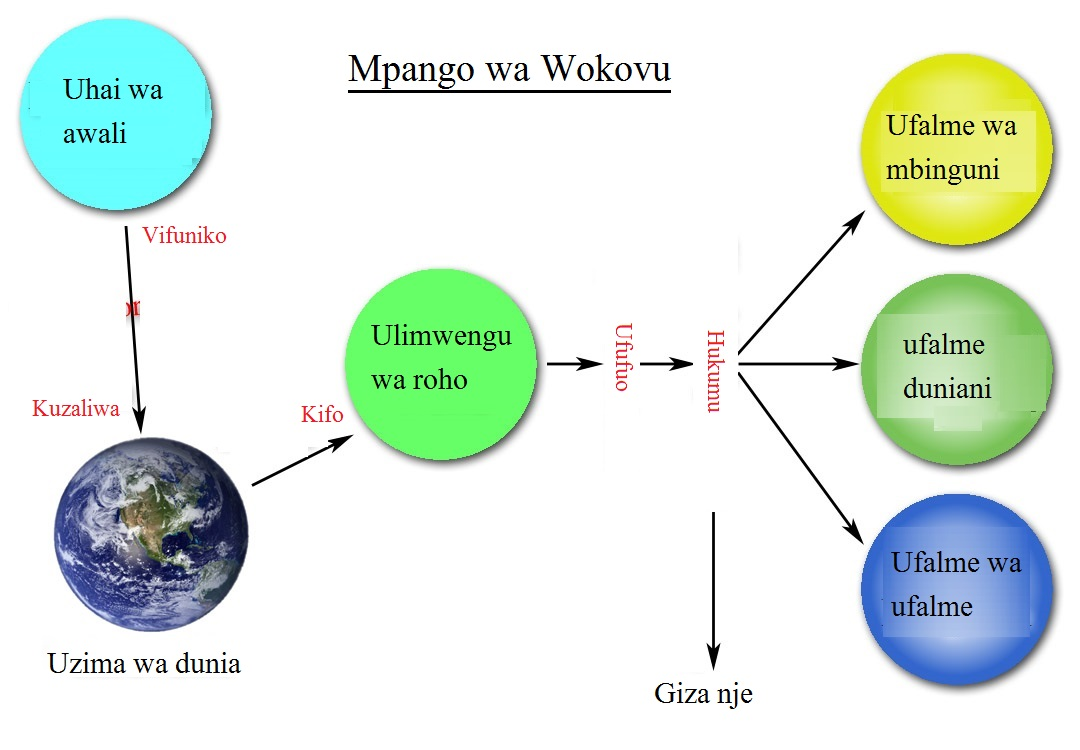
Le Plan de Salut dans Swahili.

L’Église a repris en 1978 le programme missionnaire qu’elle avait interrompu (voir ci-dessus). Un an plus tard, il y avait 1 700 membres et 35 branches en Afrique de l’Ouest. En 2005, l’Église compterait 120 000 membres en Afrique de l’Ouest, et deux temples, celui d'Aba au Nigéria, et celui d'Accra au Ghana.

### Condamnation de l'Église du racisme et de la discrimination en 2014
En 2014, l'Église prend une position très ferme en déclarant « Aujourd'hui, l'Église rejette fermement les théories avancées par le passé selon lesquelles :
- la peau noire est  le signe d'une disgrâce ou d'une malédiction divine, ou qu'elle est le reflet d'actions dans l'existence prémortelle
- les mariages interraciaux sont un pêché
- les Noirs ou des personnes d'autres races ou ethnies sont inférieurs de quelque façon que ce soit à quiconque d'autre.

Les dirigeants de l'Église condamnent aujourd'hui explicitement tout racisme, ancien ou actuel, sous toute forme ».

## Position des autres mouvements d'inspiration mormone
La plupart des autres mouvements nés de la crise de succession survenue en 1844 à la mort de Joseph Smith n'ont jamais appliqué la moindre politique discriminatoire vis-à-vis des personnes noires. Il existe toutefois des mouvements fondamentalistes, dérivé de la fraction ayant suivi Brigham Young, qui, généralement, pratiquent des formes de ségrégation raciale.

### Communauté du Christ
La Communauté du Christ n'a jamais mis en place de discrimination raciale. La déclaration de foi de cette communauté affirme :
« Dieu aime chacun de nous de la même façon et inconditionnellement. Toutes les personnes ont une grande valeur et devraient être respectées comme des créatures de Dieu avec les droits humains de base. La volonté d'aimer et d'accepter les autres est essentielle pour la fidélité à l'Évangile du Christ. »
— Communauté du Christ, Faith and Beliefs
Joseph Smith III, fils de Joseph Smith et dirigeant du mouvement, a affirmé avoir reçu le 4 mai 1865 par révélation la confirmation que tout homme, y compris les Noirs, pouvait effectivement être ordonné à la prêtrise.

### Église de Jésus-Christ des saints des derniers jours (Strangite)
L'Église de Jésus-Christ des saints des derniers jours (Strangite) n'a jamais pratiqué la discrimination raciale. Son fondateur, James Strang, affirma dès 1849 lors de conférences générales que les Noirs pouvaient recevoir la prêtrise, en accord avec les enseignements de Joseph Smith. Deux Noirs furent ordonnés sous la direction de James Strang : Samuel Chambers et Samuel Walker.

### Église du Christ (Bickertonite)
L'Église du Christ, fondée par William Bickerton, ne pratiqua jamais de ségrégation raciale. Au contraire, elle plaida pour l'égalité raciale dès sa fondation officielle en 1862 et proclama que son message était pour toutes les races. D'après l'historien Dale Morgan :
« Une caractéristique intéressante de la doctrine de l'Église est qu'elle ne discrimine en aucune manière des membres d'autres groupes raciaux, qui peuvent obtenir pleinement les privilèges de la prêtrise. Elle défend fortement les droits humains et était, par exemple, opposée sans la moindre compromission au Ku Klux Klan pendant sa période d'ascendance après la Première Guerre mondiale. »
— Dale L. Morgan, Volume IV, No.1, The Western Humanities. USA: University of Utah, 4., Hiver 1949-1950
Au moment où la ségrégation était commune aux États-Unis, deux importants dirigeants du mouvement étaient afro-américains : l'apôtre John Penn, membre du Collège des Douze Apôtres de 1910 à 1955, et Matthew Miller, missionnaire ordonné en 1937, qui établit des missions au Canada parmi les Indiens.

### Église fondamentaliste de Jésus-Christ des saints des derniers jours
Ce mouvement, né au cours du XXe siècle, a une politique de discrimination contre les Noirs. Warren Jeffs, président de l'Église fondamentaliste de Jésus-Christ des saints des derniers jours aurait fait les déclarations suivantes :
- « La race noire est le peuple au travers duquel le diable a toujours pu apporter le mal sur Terre. »
- « Aujourd'hui vous pouvez voir un homme noir avec une femme blanche, etc. Une grande malédiction a frappé ce pays car le diable sait que lorsque tous auront du sang noir, plus personne ne sera digne de détenir la prêtrise. »
- « Si vous épousez une personne qui a des liens avec un Noir, vous serez maudits. »

### Église vraie et vivante de Jésus-Christ des saints des derniers jours
Organisé par des dissidents de l'Église de Jésus-Christ des saints des derniers jours, rejoints par des fondamentalistes, ce mouvement refuse l'ordination de Noirs à la prêtrise. Cette organisation considère que les changements au sein de l'Église mormone officielle, dont l'abandon de cette disposition raciale, prouvent « son état de rébellion contre le Seigneur ».

### Frères unis apostoliques
Lorsqu'en 1978, l'église officielle annonça son intention d'accorder la prêtrise aux hommes noirs, Owen Allred, son dirigeant, affirma que l'église avait obéi à des pressions politiques, demanda si l'avortement et l'ordination des femmes seraient à l'ordre du jour et appela ses membres qui appartenaient encore à l'église officielle de "ne pas aller dans un temple qui a été profané par le Cananéen y ayant été invité." Il publia également une pleine page de publicité dans le Salt Lake Tribune, listant plusieurs déclarations de Young sur le sujet et accusant l'église officielle d'avoir abandonné ses enseignements. Plusieurs membres de l'église officielle joinirent les Frères apostoliques unis, qui décidèrent d'établir leurs propres temples.

### École des prophètes
Dans le Livre d'Onias, ensemble de révélations faites à Onias, pseudonyme de Robert C. Crossfield, chef de ce groupe, les noirs, dont la race fut selon lui fondée par Satan, sont décrits comme "les bêtes sauvages les plus intelligentes de tous les animaux créés, car ils marchaient debout et avaient le don de la parole".